# Wyspa Stefanssona
Wyspa Stefanssona (ang. Stefansson Island) – kanadyjska, arktyczna wyspa na terytorium Nunavut. Jest położona u północno-wschodnich brzegów dużo większej Wyspy Wiktorii. Jej powierzchnia to 4463 km², maksymalna wysokość 290 m n.p.m. Jest to dwudziesta siódma pod względem powierzchni wyspa Kanady.